# Bromid joditý
Bromid joditý je interhalogen s chemickým vzorcem IBr3.

## Vlastnosti
Bromid joditý je tmavě hnědá kapalina, která je mísitelná s ethanolem a ethery.

## Využití
Bromid joditý může být využit jako zpomalovač hoření při výrobě polovodičů. Lze jej také využít při suchém leptání.